# Maison de la Congrégation de la Présentation de Bourg Saint-Andéol
La maison de la Congrégation de la Présentation de Bourg Saint-Andéol est un hôtel particulier de Florac, dans le département de la Lozère, en France.

## Historique
À l'origine couvent capucin datant du XVIe siècle, elle devint successivement un hôpital, le siège de la sous-préfecture, une institution religieuse dont les armoiries qui l’ornaient ont été saccagées pendant la Révolution, pour devenir enfin aujourd'hui une école privée.
Elle a été classée monument historique le 21 janvier 1999 pour sa façade, sa toiture et son monumental escalier intérieur qui donne accès à la tour d’où l’on domine tout Florac.

## Description
La façade, de style Renaissance, remonte à l'année 1583 si l'on en croit l'inscription au-dessus de la porte. Cela correspondrait à la date où la Maison devint un hôpital, créé par le Sieur de La Clamouze. 
On trouve deux devises gravées sur la façade et dans l'escalier intérieur :
- « Nisi Dominus » (sauf si le maître)
- « Multa Renascentur quæ iam cecidere » (bien des choses tombées naguère vont renaître)

## Galerie

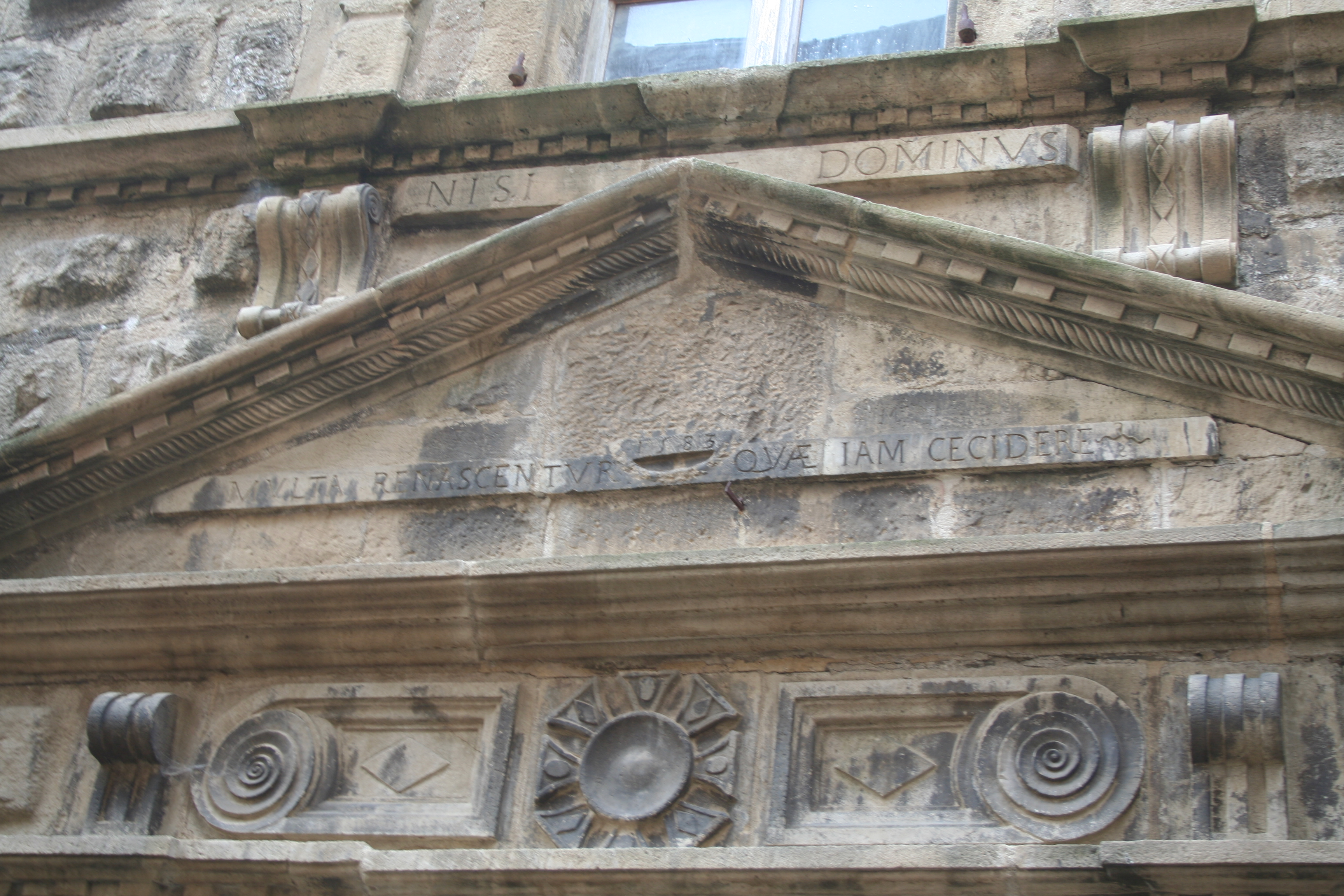
Détail de la porte.
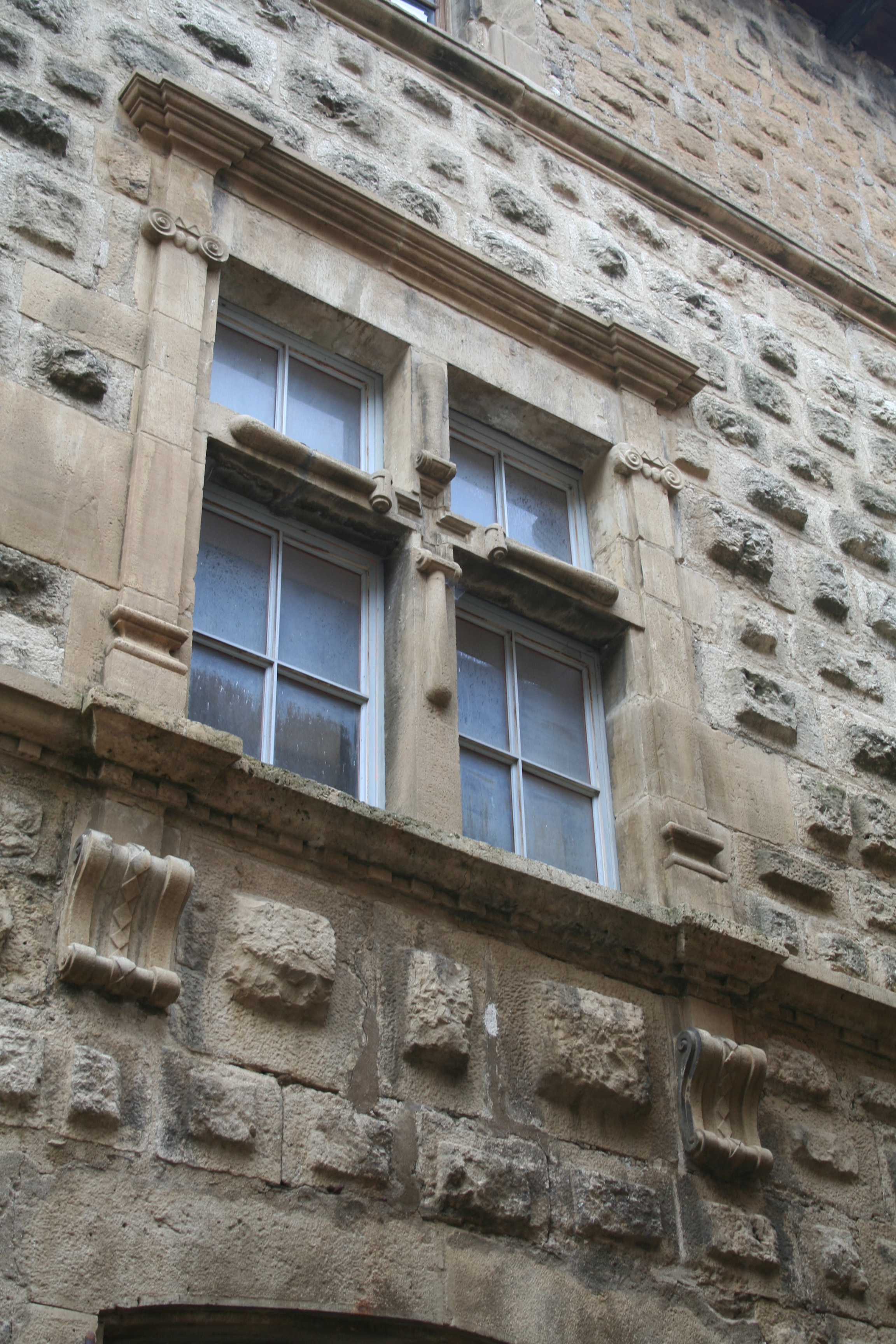
Fenêtre.

## Valorisation du patrimoine
L'immeuble reçoit l'école privée catholique Sainte-Lucie sous contrat avec l'État.